# 精神医学
精神医学（せいしんいがく、英: psychiatry）は、各種の精神障害・精神疾患に関する診断、予防、治療、研究を行う医学の一分野である。
1899年のエミール・クレペリンの功績によって、精神障害を分類することが試みられ、これは現在のアメリカ精神医学会（APA）による『精神障害の診断と統計マニュアル』（DSM）が作成されるに至っている。生物学的な識別に基づかない記述精神医学である。
1950年代より精神科の薬が登場し、生物学的精神医学が全盛を迎えたほか、ECT（電気痙攣療法）や改良を加えたmECT（修正型電気痙攣療法）、rTMS（反復経頭蓋磁気刺激法）といった、新しい神経精神医学的な治療法も出現している。
精神医学はウイルス学や免疫学、脳神経内科学や分子遺伝医学、計算論的精神医学（コンピュータ的精神医学）などとも連携している。精神障害が増悪・寛解を繰り返すことから、何らかのウイルス感染症が精神障害の病因に関わっていると疑われている。病的疲労またはうつ病の場合、ヒトヘルペスウイルス6型の生んだ遺伝子SITH-1が脳神経細胞（嗅球）の一部を細胞死させて発症する、というメカニズムが解明されてきている。

## 理論と対象

### 下位分類
精神医学にも、以下の様により専門的な様々な分野がある。
- 精神病理学
- 精神療法学
- 乳幼児精神医学
- 児童思春期精神医学
- 産業精神医学
- 老年精神医学
- 睡眠精神医学
- 精神薬理学：向精神薬の研究・開発を行う。
- 力動精神医学：精神分析を理論的基礎とする精神医学。
- 記述精神医学
- リエゾン精神医学：身体疾患を抱えた患者の心理的ケアを、身体科のスタッフと協力しながら行うという分野。
- 司法精神医学
- 犯罪精神医学
- 文化精神医学
- 社会精神医学
- 病跡学
- 精神腫瘍学

### 研究分野
心理学的研究、精神力動的研究、生物学（分子生物学）的研究、遺伝子研究、疫学研究、画像研究（脳機能画像研究など）、社会精神医学、司法精神医学、感性制御技術

## 治療

OECD諸国の人口あたりベッド数（機能別）。赤が精神病院

現在行われている治療法は、主として以下のようなものがある（保険診療で認められていないものも含む）。疾患の種類や状態により用いられる治療法は異なる。
- 脳に直接作用する治療 - 薬物療法（向精神薬を参照）、電気痙攣療法、経頭蓋磁気刺激、光療法、断眠療法、脳深部刺激療法
- 言語のやり取りを主とする治療 - 来談者中心療法、家族療法、集団精神療法、認知療法、心理教育など
- 非言語的なやり取りを主とする治療 - 作業療法、自律訓練法、臨床動作法など
- 社会的な治療 - 家庭環境や職場環境の調整、ジョブコーチ、訪問看護、デイケア、自助グループ（断酒会）など

WHOは「患者への処置（治療）や拘束（入院）が長期間に渡る場合には、機械的に定期レビューが実施される制度が存在していなければならない」との方針を示している。

### 入院治療
日本の精神科病床数は2007年（平成19年）で351,188で、日本の病床の21.7%を占める。これらは社会的な理由（たとえば周囲からの目線、家族が対応することができないなど）により退院できないという、いわゆる「社会的入院」をしている患者も2002年現在で約72,000人ほどいて、なかなか病棟が減らない状況にある。また、社会的入院患者も含めて、人を強制的に監禁するのは人権問題であるという声も徐々に増えている。

## アウトカム評価
精神医学においても「根拠に基づく医療」が求められている。これはある介入と、そのアウトカム（結果）の因果関係を求め、介入の有効性を評価するというものである。他の医学領域では、評価するアウトカムとして、数値で表すことのできる生体データを用いることが多い。しかし、精神科領域ではこのような客観的なデータが得られにくいため、重症度を評価する評価尺度の点数や、自殺の有無、入院期間などをアウトカムとして用いている。イギリス保健省はHealth of the Nation Outcome Scales（HoNOS）を策定し、国家レベルにてアウトカム評価に用いている。これらのデータに基づき、米国精神医学会（APA）、英国国立医療技術評価機構（NICE）などのガイドラインが作成されている。
OECDは根拠に基づく治療を推進し、各国はアウトカムを測定するフレームワークを策定し、また良い治療成績を上げた者が評価されるような報酬制度設計を勧告している。

### 評価尺度
重症度の評価尺度として、以下のようなものが臨床および研究にて使用されている。
- 主にうつ病の評価に用いられるもの - ハミルトンうつ病評価尺度（HAM-D）、ベックうつ評価尺度（BDI）、モンゴメリー・アズバーグうつ病評価尺度（MADRS）など
- 躁状態の評価に用いられるもの - ヤング躁症状評価尺度
- 統合失調症などの評価に用いられるもの - 簡易精神症状評価尺度（BPRS）、陽性・陰性症状評価尺度（PANSS）など
- 強迫症状の評価に用いられるもの - エール・ブラウン大学 強迫性障害評価尺度（YBOCS）
- 薬剤の副作用を評価するもの - 薬原性錐体外路症状評価尺度（DIEPSS）、Barnesアカシジアスケール、異常不随意運動評価尺度（AIMS）など
- 前頭葉機能を評価するもの - Wisconsin card sorting test、Stroopテスト、Go/NoGoテスト、言語流暢性試験など
- 知能を評価するもの - ウェクスラー成人知能検査（WAIS-R）など

## 歴史

### 古代・中世
古代ギリシアではてんかんは神聖病と呼ばれていたが、ヒポクラテス、プラトン、ガレノスはこれを否定した。
中世ヨーロッパでは精神病患者は悪魔憑きと呼ばれ迫害された。大衆の見世物にされることもあった。
日本では平安時代には、物狂い、狐憑きと呼ばれ、江戸時代初期から、きちがい（幾知可比）という用例もみられる。浄土真宗においては南北朝時代から既に漢方薬を主とした治療法を試みている事からこれらを内的現象とみていた可能性がある。江戸時代中期の医師（漢方医、古方派）で儒学者である香川修徳（香川修庵）は、その著書「一本堂行余医言（いっぽんどうこうよいげん）」（文化4年（1807年）著）の巻五で精神疾患を6つに分類（内、狂（統合失調症）は更に現在では破瓜型と緊張型に属するものに分類）している。

### 19世紀
精神医学（Psychiatrie：ドイツ語）という言葉は、1808 年にドイツの医学者ライル(J.C.Reil)によってつくられた。その発端は、啓蒙思想の残響を受けながら18 世紀後半から 19世紀前半に取り組まれた精神病者の解放運動によって徐々に構築されていったものである。それまで精神病者は「狂人」として、収容施設や療養院に拘束され非人間的な処遇を受けていた。

これに対し、ヨーロッパ各地に精神病者へのこうした非人間的処遇に反対して立ち上がる人が登場した。たとえばイギリスのヨーク市に理想的な施設ヨーク救護所を立ち上げたクエーカー教徒の商人チューク、「狂者を直接に治すことができるのは精神治療しかない」として収容所の改革を説いた前述のライル、バイロイト近郊の施設を模範的な精神病院に建てかえ、病者と生活を共にした同じくドイツの医師ランガーマンJ.G.Langermannらがその例である。その中でも特にフランスのフィリップ・ピネルが、1793年に、パリ近郊のビセートル病院で患者を鉄鎖から解放した事績は有名である。ピネルは精神病院の改革者として行動すると同時に、1801年には『精神疾患に関する医学‐哲学的論考』を著して「近代精神医学の父」とみなされている。
精神医学が今日的な意味の学問体系を指すようになるのは、1850年ごろからヨーロッパ各地の大学医学部が必要な講座としてこれを設置しはじめてからである。当時の精神医学は、「精神病は脳病である」（W.グリージンガー）という言葉が象徴するように，疾患の本態を脳内に求める身体論的方向をめざすものだった。精神疾患は、こうして神経学者たちの専門となった。また、その一方で遺伝・素因・体質などの要因を重視する内因論の方向が、19世紀末にエミール・クレペリン、クルト・シュナイダーらにより、症状に基づく疾病単位の分類を成し遂げて一応の完成にいたった（記述的精神医学）。

### 20世紀
20世紀初頭にはジークムント・フロイトによる精神分析学の流れが精神医学に起こった。無意識に記憶されている幼少期の性的欲動に症状の起源があるという理論である。他にも、力動的な症状論を展開するオイゲン・ブロイラー、現象学の導入により方法論を整備したカール・ヤスパースらの新たな勢力が台頭した。特にフロイトによる、疾患を無意識の力動や生育早期の外傷体験など心因によって理解・分類し、それを言語的に解釈することによって治療するという精神分析の流れは精神医学にも浸透し、20世紀中葉のアメリカ合衆国を中心にかなりの隆盛を見せた。またこのころ、サリヴァンによって精神医学が徴兵選抜や疾病分類の方法論へと拡大され、各国中枢に精神医学委員会が作られる端緒となる。
フロイトを中心とする精神分析の治療法は様々な批判や、理論的な指摘を受け新フロイト派といった他の学派を生んでいった。しかし、後の認知心理学は、何年も治らない症状や無意識への疑問から現在の主流となっている。
1950年代に入って、向精神薬の開発により、生物学的精神医学はようやく実用的レベルの段階に達した。1949年にリチウムに抗躁作用があることが見つかり， 1952年にクロルプロマジン（従来は麻酔前の人工冬眠に使用していた薬であるが）とレセルピンが作られ，これらに劇的な抗精神病作用があることが分かった（この年をもって精神薬理学誕生とされることがある）。さらに、1958年には最初の抗うつ薬であるイミプラミンが合成された。精神薬理学の発達はその後、治療だけでなく、精神疾患のメカニズムの一部、特に中枢神経内での薬物作用の機序についての知識（神経生化学）を急速に発展させることになる。一方、治療面では、向精神薬の登場で統合失調症（2002年までの旧称は精神分裂病）の幻覚妄想をかなりの確率で抑制できるようになり、それまで精神病院で一生過ごすしかなかった患者が退院できるようになった。これが1960年代からの社会防衛的入院から外来治療への転換を生んだ。
米国精神医学会（APA）による診断基準「DSM」の第1版、第2版では、記述的分類と病因に基づいた分類が混在していた。当時は、科学の発展に伴っていずれは各々の精神疾患に対する脳の障害部位が特定されていくものと期待されていたからである。
DSM第3版（DSM-III）では編集方針が変わり、症状に基づいた分類が採用され、病因に基づいた分類は極端に排斥された。現在臨床で用いられているDSM第4版（DSM-IV）や国際疾病分類第10版（ICD-10）もその流れに続いている。このことによって、ようやく他の医学領域と同様に、根拠に基づく医療を可能にする基礎ができた。それでも力動的精神医学は1960年代まではアメリカを中心に盛んに行われていたが、DSM（第3版以降）に代表される操作的診断基準の台頭や生物学的精神医学の進歩に伴い、精神医学における精神疾患の成因・経過の説明法としては科学的でないと考えられるようになってきた。ただし、いまだヒトの脳内の物理現象が生理学的にどのような精神活動・現実的行動として具現化するのかという高次心理過程の研究は途上の段階にあるため、臨床現場においては、薬物治療などの対症療法を中心とした生物学的精神医学に基づく精神薬理学・大脳生理学的アプローチと、精神療法や心理カウンセリングなどの精神病理学・臨床心理学的アプローチを折衷して治療にあたる場合が多い。また、精神科加療中の患者の重大犯罪などをきっかけとして、各種発達障害、触法患者の処遇の問題などが新たに着目されている。

### 21世紀
製薬会社のマーケティングや保険医療経済上の支配力が精神医療を含む医療全体を圧倒するようになった。疫学的な大規模調査研究が進み、コモンメンタルディスオーダーとしての精神疾患が唱えられるようになった。操作的診断基準の不適切な使用などにより、相対的に純粋なうつ病患者が減少し神経症的・適応障害的なうつ病患者が増加した。精神薬理学の進歩などにより、重度の統合失調症が減少し軽度の統合失調症が増加した。さらに、広汎性発達障害というカテゴリーが新たに加わり、これまで統合失調症、パーソナリティ障害に含まれていた患者の再編成がなされている。

## 課題

### スティグマ
大規模疫学調査による重症患者の未治療率の算出などからもわかるように、患者に対する偏見や差別は相当根強く、『精神病患者＝頭がおかしい危険人物』という誤解も見られる。例えば未だに「精神病院に行ったほうがいい」などという言葉が相手を侮辱する意図で使われているし、退院できる患者の家族から「一生入れたままにして、戻してくれるな」と言われることもある。
何もかもを「こころの問題」として捉え、あらゆる事を精神医学的に解決させようとする風潮や、誤った医療知識による科学偏重主義、マスコミが犯罪報道の際に「犯人には精神科通院歴があり……」と安易に偏見を煽ったり（附属池田小事件の項を参照）、完全無欠のはずがない医療者を完全でない、という理由で断罪したりという問題も発生している。

### 操作的診断基準に関わる問題
20世紀半ばから生物学的精神医学や精神薬理学が急速な進歩を遂げた現代に至っても、いまだヒトの高次心理過程の研究は途上の段階にある。従って、特に精神医学分野は他の医学分野に比べ、根拠に基づく医療が不十分とされることがある。
このような課題に対処するため、現在の臨床現場で主に用いられる診断基準の「アメリカ精神医学会発表精神障害の診断（DSM-5）」、「疾病及び関連保健問題の国際統計分類（ICD-10）」は、共に「操作的診断基準」を採用している。すなわち、従来の診断基準のように「患者の臨床的症状をもとに、各精神科医が病因を分析し診断するための基準」ではなく、統計学的に導かれた根拠に基づく医療の元、「患者の臨床的症状に合致する精神疾患を、各精神科医が診断するための基準」が「操作的診断基準」である。
これにより、例えばある患者が、違う精神科医の診療を受けるたびに、カルテに記載される精神疾患の診断名が異なるといった、従来の診断基準に由来する問題は少なくなり、精神医学・精神科医療の科学的発展に大きく貢献したとされる。一方、あくまでも問診時に患者から訴えられる症状に応じて診断が行われるため、あらかじめ診断基準を知っていれば症状を偽れる可能性があり、科学的な診断法と称しながらも、そもそも詐病などとの弁別が難しいという根本的問題も同時に指摘されている。

### 日本における問題

OECD各国の平均精神病院入院日数（赤線が日本）。

世界で有数の精神病院数と入院患者がいる日本においては、以前に比べて保険点数上のメリットが減少したこともあり、かつて横行していた「社会からの隔離」目的の新たな社会的入院は少し減少した。
しかしまだ実際に罹患している患者の症状が快方に向かっても、家族や社会が受け入れず入院が長期化してしまうこともある。

#### 心理療法の欠如と行き過ぎた多剤投与
軽度の抑うつの場合や、向精神薬を用いた薬物治療などの対症療法に抵抗がある場合、あるいは心因性精神疾患など薬物の効果が現れにくい場合や、発達障害・慢性化精神疾患など急激的な改善が期待されにくい場合を中心に、精神療法や心理カウンセリング、または作業療法や言語療法など、化学的アプローチではない治療法を患者が希望することがある。
また、特定の精神疾患患者に限らず、薬物治療などの対症療法と並行して、一定の診療時間を確保した精神療法や心理カウンセリングなどの原因療法により、自分の認知や性格の傾向を見つめ直したいと患者が希望することも多い。しかし現実には、精神科医だけでなく医師全般が、特に外来患者へ対応する場合、限られた時間内に多数の患者へ診療を行うことが迫られるため、いわゆる「3分診療」「5分診療」のみに終始することが多いとされ、中でも精神科医療においては、上記のような操作的診断基準に関わる問題や、数分間では充分な精神療法などを行うことが難しいという問題などから、短時間の診療形態には問題があると指摘されている。
また、精神療法は主に臨床心理士が担当することが多い現在の臨床現場において、実践的な精神療法を担える精神科医は現実的には少なく、そのような専門性を持った精神科医もおらず臨床心理士・作業療法士・言語聴覚士などにも人件費を割かない医療機関では、経営上薬物治療のみを行っている所も多い。
このような現状から、2010年には精神療法の一種である認知療法・認知行動療法に関して、「入院中ではない患者」について「当該の療法に習熟した医師」が「30分以上を診療に要した」場合「16回までに限り」保険適用になると診療報酬が改定され、注目された。しかし、上記のように、臨床現場において精神療法は主に臨床心理士が担当することが多く、その一種である認知療法・認知行動療法に「習熟した」精神科医を含む医師の絶対数が少ないこと、および、そもそも臨床心理士は専門職大学院などの指定大学院修了を課す高度な専門資格であるものの、現状では民間資格であるため、診療報酬規定に明記できないことなど、精神科医療の本質的な問題は棚上げにされたままの制度改定との指摘もある。
一方、多くの精神科医らが所属する日本精神神経学会・日本精神神経科診療所協会・精神科七者懇談会は、2005年当時には「臨床心理士及び医療心理師法案」をめぐって、それまでは両資格の法案一本化に合意し推進していたにもかかわらず、国会上程の土壇場で反対に回るという一件があった。しかし近年は日本心理学諸学会連合らからなる心理職国家資格化推進三団体との意見交換会に臨むなど、精神科医療にとっての転換点である心理職国家資格創設に向けて肯定的に関わっており、2015年9月には国家資格である公認心理師の資格を定めた公認心理師法が成立し、2017年に施行された。

### 精神医学に対する論争
- 医療化
- 反精神医学

### 研究バイアス
厳密な学術誌「Social Psychiatry and Psychiatric Epidemiology」に掲載されたシステマティックレビューでは、より優れた研究であっても中程度のバイアスがかかっている可能性があるとされており、異なる要因がメンタルヘルスにどう作用するかについては、完全性を求める余地もあるようである。